# Synagoge (Mikulov)
Koordinaten: 48° 48′ 27,7″ N, 16° 38′ 10″ O

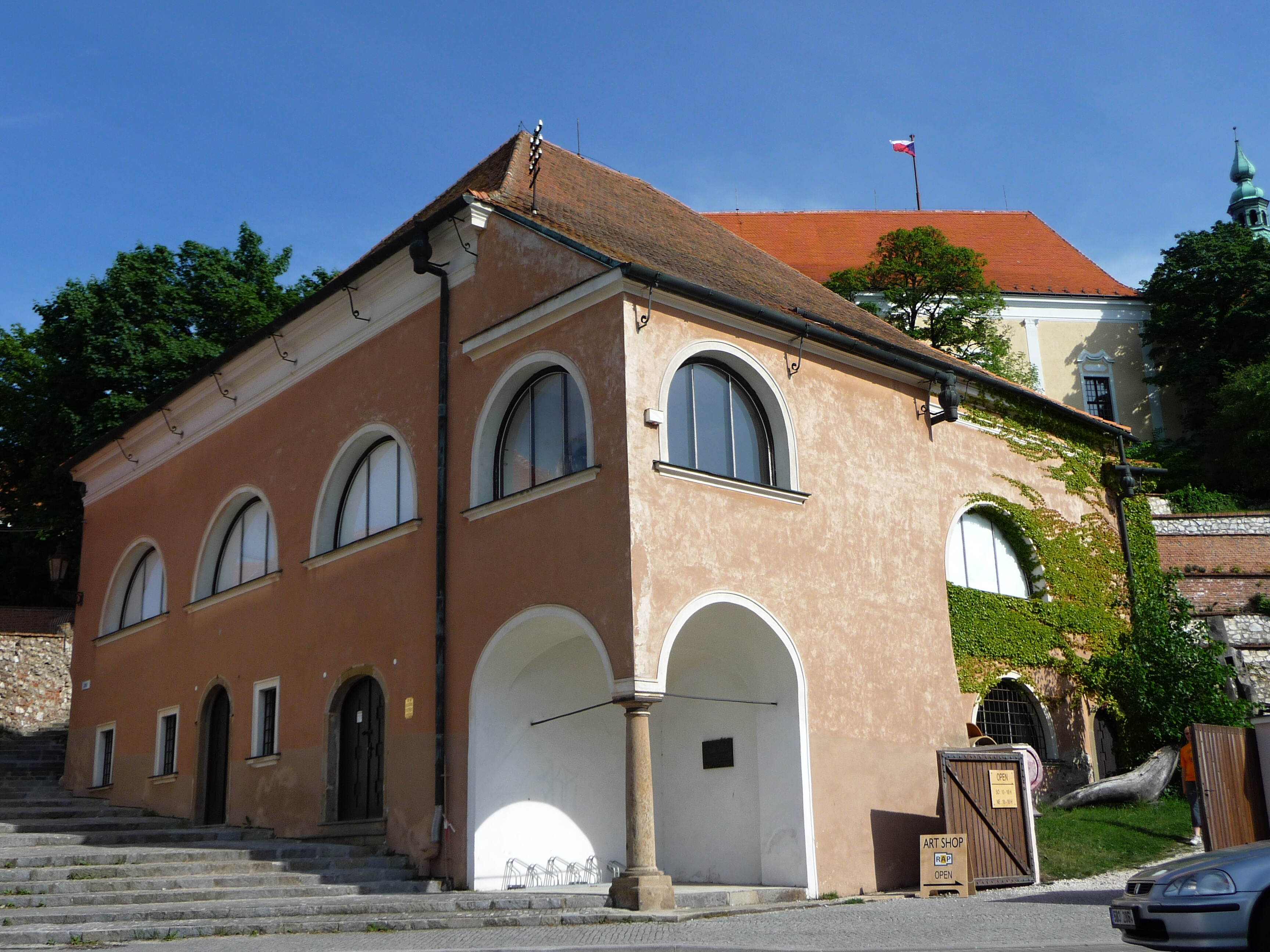
Synagoge in Mikulov

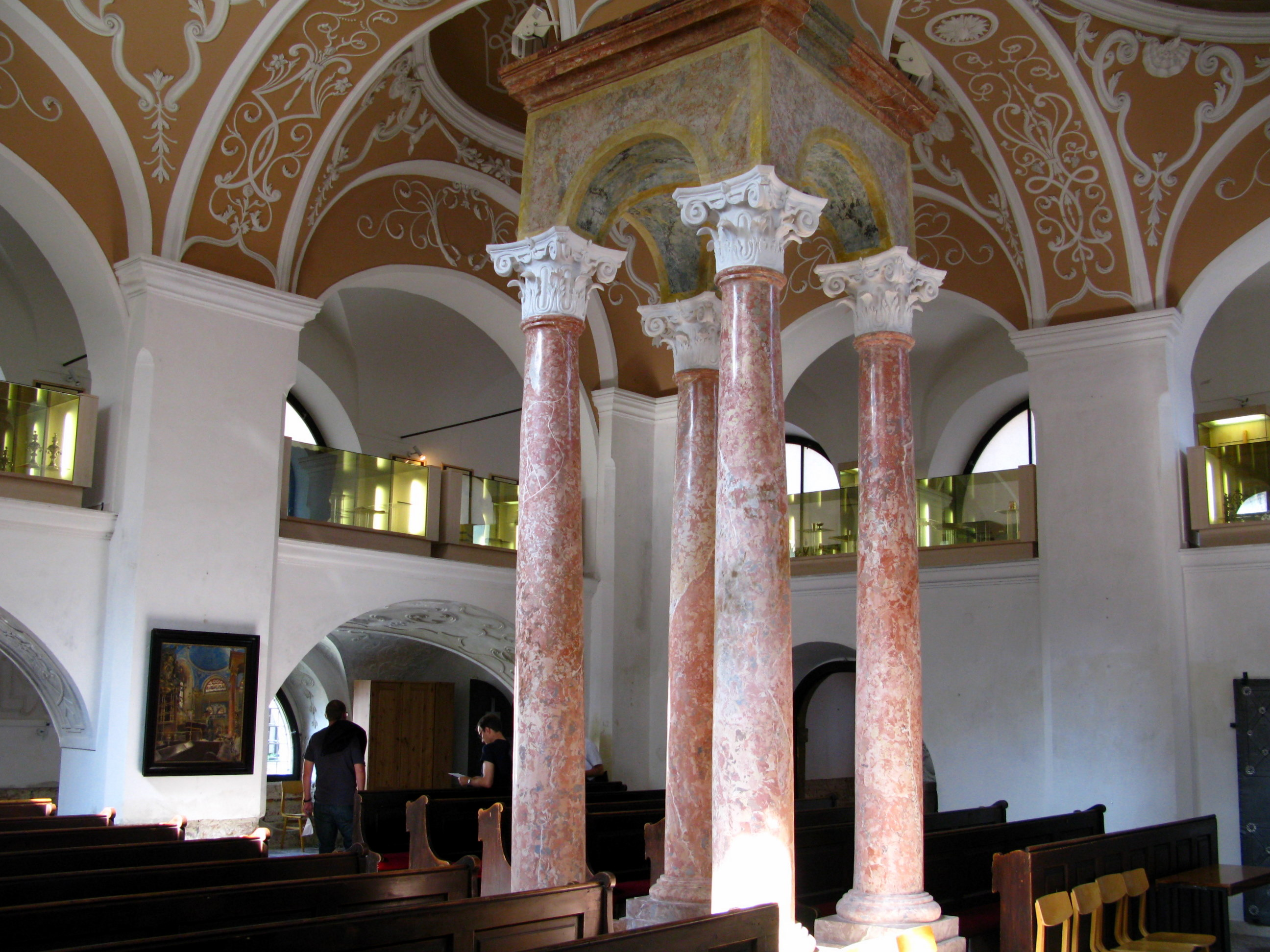
Innenansicht mit Stützbima

Die Synagoge in Mikulov (deutsch Nikolsburg), einer südmährischen Stadt in Tschechien, wurde Mitte des 16. Jahrhunderts errichtet. Sie war auch als Obere Synagoge bekannt. Die profanierte Synagoge in der Hus-Gasse ist seit 1988 ein geschütztes Kulturdenkmal.

## Geschichte
Die aus dem Jahre 1550 stammende Synagoge war ursprünglich ein Renaissancebauwerk. Sie erhielt ihr heutiges Aussehen nach mehreren Umbauten, vor allem nach den Zerstörungen durch Brände im jüdischen Viertel von Mikulov in den Jahren 1561 und 1719. Die Umbauten 1719 waren umfangreich und wurden im Stil des Barock durchgeführt. Spätere Umbauten betrafen dann nur noch Details.
Das als baufällig angesehene Synagogengebäude wurde nach dem Zweiten Weltkrieg als Lagerraum genutzt und sollte abgerissen werden. Ende der 1970er Jahre begann man jedoch mit einer umfassenden Sanierung, die 1989 abgeschlossen wurde.
Heute wird das Synagogengebäude vom Regionalmuseum Mikulov genutzt. Unter anderem wird eine Ausstellung zur Geschichte des jüdischen Viertels in Mikulov gezeigt.

## Architektur
Bedingt durch die Straßenführung und religiöse Erfordernisse (Toraschrein an der Ostwand), hat das Gebäude einen rautenförmigen Grundriss.
Bei den grundlegenden Umbauten 1719–1723 wurde das Innere völlig neu gestaltet: dabei stand die Bima in der Mitte des Raumes zwischen vier Säulen, die oben durch ein baldachinähnliches Dach verbunden waren, welches wiederum die Decke abstützte. Dieses Konzept hatte sich in der polnisch-litauischen Adelsrepublik ab der zweiten Hälfte des 16. Jahrhunderts als ein eigenständiger, baugeschichtlich völlig neuartiger Aufbau einer Synagoge entwickelt. Die Synagoge in Mikulov ist die letzte in Tschechien erhaltene Synagoge dieses sogenannten polnischen Typs.
Die Emporen für die Frauen befinden sich entlang der Wände im Süden, Osten und Westen.